# Gabrielle Solis
Gabrielle Solis (született: Gabrielle Márquez, korábban: Gabrielle Lang) egy szereplő neve az amerikai ABC televíziós csatorna Született feleségek című sorozatában. Gabrielle 1976. február 11‑én született. A karakter megformálója Eva Longoria Parker.
A magyar változatban Pápai Erika kölcsönzi hangját Gabrielle-nek.
| „                  | Látnom kellett volna, hogy milyen boldogtalan. De vak voltam. Csak párizsi ruháit láttam, a méregdrága ékszereit, meg a vadonatúj gyémántos óráját. De ha jobban szemügyre veszem, láthattam volna, hogy Gabrielle fuldoklik, kétségbeesetten kapkodván a mentőkötél után. Neki szerencséje volt. Sikerült megkapaszkodnia. | ” |
| – Mary Alice Young | |   |

## Története

### 1. évad
Házasságuk során Gabrielle és Carlos sok kérdésben eltérő nézeteket vallottak. Komoly problémához vezetett, hogy míg férje gyerekekre vágyott, Gabrielle hallani sem akart erről. Ezen okból kifolyólag az első évad végén Gabrielle teherbe esett, miután Carlos egy ideje rendszeresen kicserélte fogamzásgátló tablettáit. Johnnal folytatott viszonya miatt Gabrielle még abban sem lehetett biztos, hogy Carlos volt a gyermek apja.

### 2. évad
Miután a házába betörő zavart elméjű Caleb Applewhite rátámadott, egy szerencsétlen esés után Gabrielle elvetélt. Az ekkor börtönbüntetését töltő Carlos Gabrielle-hez küldte szabadult cellatársát, Hector Ramost, hogy segítsen neki feldolgozni a veszteséget. Valójában azonban Hector volt az, aki ráébresztette őt, mennyire befolyásolta életét a baba elvesztése.
Gabrielle – férjét tekintve – legfőbb riválisa Mary Bernard nővér volt, egy katolikus apáca, aki Carlos vallásos gondolkodását segített előtérbe hozni, és megkísérelte rávezetni Carlost a Gabrielle-től való elválásra. Gabrielle furcsa módon szüntette meg a vetélytárs jelenlétét: Mary nővér gyülekezete botswanai segélyutat szervezett, ám nem volt elegendő pénz ahhoz, hogy az apáca is velük utazhasson, így Gabrielle személyesen ajánlotta fel a szükséges összeget – jótékonykodás címén, majd pedig félrevezette Carlos orvosait férje egészségi állapotát illetően, hogy az semmiképp se utazhasson a segélycsapattal.
Gabrielle sajátos életfelfogásával gyakran vívja ki mások rosszallását. Erre jó példa az az eset, amikor féltékennyé tette Lynette-et azzal, hogy viccből megcsókolta Tomot. Lynette ezt azzal bosszulta meg, hogy szenvedélyes csókot váltott Carlossal Gabrielle orra előtt.
A későbbiek során Gabrielle és Carlos már közösen szerettek volna gyermeket, ám vetélése miatt Gabrielle nem lehetett többé terhes. Adoptálással próbálkoztak, ám a jelölt születendő baba anyja, Libby Collins go-go táncos a megegyezés után többször meggondolta magát. Legvégül már Carloséktól viszi el a megszületett babát, összetörve ezzel Gabrielle szívét.
A következő próbálkozás a béranyaság. Frissen befogadott házvezetőnőjük, Xiao-Mei hordja ki gyermeküket. A második évad végén Gabrielle rajtakapja Carlost, hogy megcsalja őt a várandós Xiao-Mei-vel, ezért kidobja a férfit házukból.

### 3. évad
A szerencsétlen fordulatokat csak tetézi, hogy miután Bree és Orson esküvőjén elfolyik Xiao-Mei magzatvize, egy fekete bőrű babát hoz világra. Így derül ki, hogy rossz embriót ültettek be, ezért ismét elveszítenek egy gyermeket.
Ezután Gabrielle és carlos eldöntik, hogy elválnak, de ez nem megy olyan könnyen, majd Gabrielle, barátja Vern segítség kérésére visszatér a modellszakmába ám ezúttal kislányokat oktat arról, hogy kell modellkedni.
Ám a váratlan eseményeket az tetézi, hogy Gabrielle-nek akad egy rejtélyes hódolója, és kiderül egy ebéd keretében, hogy ez az ember nem más mint Zach Young. Zach egyre jobban rászáll Gabrielle-re, míg végül ez a kapcsolat hasznára vágyik Gabrielle-nek, mert megzsarolja Zach-et, hogy (Susan kérésére) tegye le az óvadékot, "apja" Mike Delfino-ért. Ezután mikor Gaby a szülinapján leissza magát, reggel arra ébred, hogy Zach mellette fekszik, kisgatyóban, és az mondja neki Zach, hogy szexeltek, és ezt el is hiszi Gabrielle, de Carlos ezt bebizonyítja neki, hogy Zach nem feküdhetett le vele, majd a Scavo Pizzéria megnyitóján végleg szakít Zach-el.
Ezután pár nappal Gabrielle belebotlik Széplak polgármesterjelöltjébe Victor Lang-be.
A férfi rögtön meghívja Gaby-t egy vacsorára, ahol is elmondja neki, hogy belebolondult, de erre Gaby faképnél hagyja, de Victor azt feleli, hogy egyszer majd el veszi feleségül.
Ezután Gabrielle padlása beázik és elárasztja a víz a ruháit, és pont aznap vacsorázik Victorral és a férfi házában megpillantja a férfi exnejének ruháit, amit másnap el is lop. Másnap Gaby megjelenik egy sajtótájékoztatón, ám ott a van a dühös Samantha Lang és amikor megzsarolja Gaby-t, hogy vegye le a ruhát, odamegy Victor-hoz bevág neki egyet…
Ám ezután csak bonyolódott a kapcsolatuk, mert Gabrielle mindig mindenért vissza akart vágni Victornak, mint amikor napokig nem hívta fel a férfi , a Polgármesteri Vitán megjelenik a gardróbszerelővel, de a totál kiborulás akkor éri, mikor ráugrik Victorra a liftben és a biztonsági kamera mindent rögzít, és ebből nagy botrány lesz, de Gaby azt hazudja, hogy Victor már az incidens előtt megkérte a kezét.
Ezután a Scavo Pizzériában tartják az eljegyzést, de Gaby megtudja Edie-től, hogy jár Carlos-sal, és azt is, hogy Travers szülinapi bulija lesz, de ezt Gaby meg akarja akadályozni, úgyhogy megtiltja Susannak és Lynette-nek, hogy ott legyenek. De mikor Gaby megjelenik a bulin Carlos fölkapja és elbeszélget vele.
Gabrielle ezután javában szervezi az esküvőt, mikor is kiderül, hogy Susan-nel egy napon lesz az esküvőjük, és még Gaby lenyúlta Susan virágosát is, végül arra a megegyezésre jutnak, hogy legyen dupla esküvőjük.
Gabrielle esküvője napján egyre idegesebb hiszen még Bree nem érkezett meg az esküvőjére, mert azt ígérte neki, hogy hoz neki egy karkötőt. Kis késéssel meg is érkezik és ekkor Susan, Lynette és Gaby megdöbbenten látja, hogy Bree teherbe esett.
3 nappal korában:
Victor elmondja Gabrielle-nek, hogy indulni akar a Kormányzói választáson, de ez egyáltalán nincs ínyére. És nem is akarja ezt megengedni, és le akarja mondani, de megjelenik Victor apja Milton Lang, aki megmenti a helyzetet.
A Jelen:
Gabrielle fölveszi a karkötőt, és így a menyasszony tökéletes, mikor lezajlik a ceremónia, Gabrielle Victor keresésére indul meg is találja és hall egy két érdekes dolgot, miszerint Victor csak azért vette el őt, hogy a Kormányzói választáson a latinok is rá szavazzanak.
Ezután Gaby összetörve bemegy az ajándékokkal teli szobába, ahol Carlos gubbaszt egy üveg borral, kibeszélik saját tragédiáikat, ezután Gaby megragadja Carlost és elkezd vele csókolózni…

## Idézetek
(Eredeti szövegből fordítva)
- „A jó barátok egy megaláztatás után kerülik egymást. A legjobb barátok úgy tesznek, mintha semmi sem történt volna.”
- „Nem egyezkedünk a méhemen!”
- „Sokszor voltam csóró életem során, de sosem voltam még szegény. Mert a szegénység elmeállapot.”
- „Tudod, mennyire unatkoztam ma? Ilyen közel jártam ahhoz, hogy takarítani kezdjek!”
- „Az Isten szerelmére, Bree! Nő vagy. Manipuláld őt. Ez a dolgunk.”
- „Van ez az űr az életemben, amit nem tudok kitölteni vásárlással.”
- (Carlosnak) "De ha a hajamnak hajszaga lesz ne halljak egy szót sem."
- (Gabrielle Susan-nek) „Oh, igen! Ezt meg kell ünnepelnünk. Kérek még csokit. És csak, hogy tudd, ha leszbikus volnék tuti lekapnálak.”
- (Rokkantnak 4. évad): "Jaj...ne adja itt nekem a mártírt. Én tűsarkakon cafftatok egész nap, maga meg csak ül és gurul."
- (Susannak mondja Gabi 5. évad 11. rész) (Gabi): "Akkor Lou?

(Susan): Lou a szerelő, meghibbantál?
(Gabi): Ugyan már, megvolt a vizes, a szobafestő, lássuk be a szolgáltatókra buksz."

## Érdekességek
- Marc Cherry eredetileg Catherine Zeta-Jonest szerette volna Gabrielle-ként látni a sorozatban.
- Gabrielle Johnnal folytatott viszonya sok bírálathoz vezetett, ezért Cherry már az első évadban 18 évessé "változtatta" Johnt.